# Gà Kabir

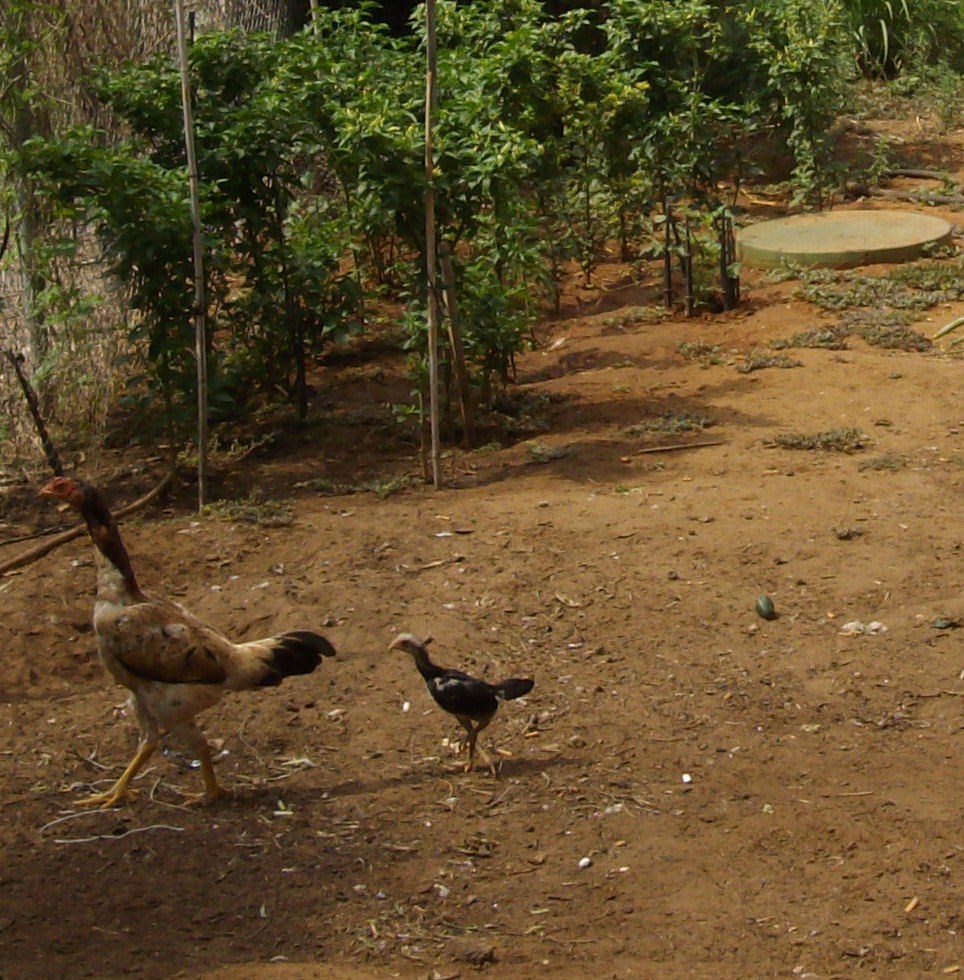
Một đàn gà thả vườn ở Israel

Gà Kabir (phát âm tiếng Việt như là gà Kabia) là giống gà công nghiệp lấy thịt có nguồn gốc từ Israel được chăn nuôi theo hình thức gà thả vườn, gà Kabir đang được nhiều nước khắp châu Âu ưa chuộng do có được các đặc tính quý như lông màu nâu hoặc vàng, năng suất trứng thịt cao, thịt chắc thơm ngon. Gà có sức chịu đựng cao, dễ nuôi, đặc biệt trong khí hậu nóng, ẩm độ cao. Tại Việt Nam, gà Kabir với các dòng (K44, K400, K27, K2700) đã được Nhà nước Việt Nam công nhận là một giống vật nuôi được sản xuất, kinh doanh tại Việt Nam.

## Lịch sử

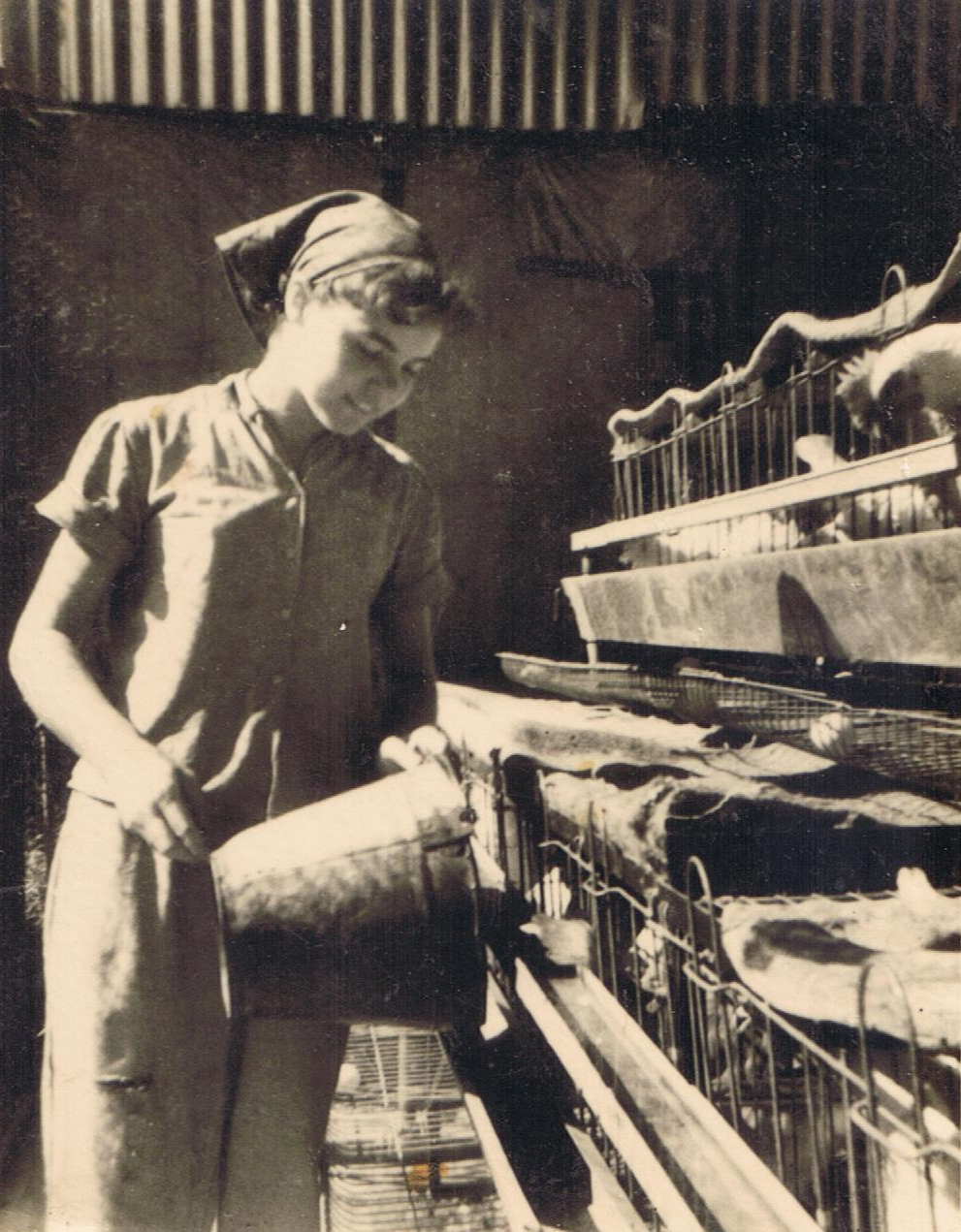
Một sinh viên Do Thái đang nghiên cứu tạo gà

Công ty gà Kabir (Kabir Co.Ltd) được thành lập năm 1962 tại vùng Moshat Hemed của Israel do sáng kiến của nhà di truyền động vật ZviKatz. Đây là công ty tạo giống gà lớn nhất ở Israel do gia đình Zvi Katz chủ sở hữu. Mục tiêu của công ty là tạo ra được các giống gà thịt cao sản, các giống gà thịt lông màu có thể nuôi công nghiệp hoặc chăn thả gà kiêm dụng, gà cho các nước theo đạo Hồi mà đặc điểm chung là 
- Dễ nuôi, chống chịu tốt với điều kiện môi trường, thích nghi cao với các vùng nóng ẩm và thời tiết khắc nghiệt
- Cất lượng thịt thơm ngon, khi lai tạo vẫn duy trì được hương vị truyền thống của gà địa phương.

Qua 36 năm nghiên cứu, nhân giống, chọn lọc, lai tạo nhằm tạo ra giống gà với chi phí tạo giống gà thấp nhất bằng phương pháp giống đặc thù dựa trên sự thiết lập "ngân hàng gien" điển hình và sự tổ hợp gien. Hiện nay có các nước nhập gà ông bà Kabir, trong đó có các nước nuôi nhiều là Trung Quốc, Ấn Độ, Nhật Bản, Malaixia, Pakistan, Philipin, Hàn Quốc, Đài Loan, Thái Lan (Châu Á), Ai Cập, Camêrum, Lybia, Nigieria, Uganda (Châu Phi); Panama, Trinidad (Châu Mỹ) và Bỉ, Anh, Pháp, Đức,Ý, Hà Lan, Bồ Đào Nha, Tây Ban Nha (Châu Âu). Gà Kabir chính thức nhập vào Việt Nam tháng 7/1999 và được người nuôi Việt Nam ưa chuộng.

## Đặc điểm

### Thể chất
Gà có lông màu cánh dán, mào cờ, ngực nở và sâu (thịt nhiều), da và chân vàng nhạt. Lúc 9 tuần tuổi có thể đạt 2,2 – 2,4 kg/con, tiêu tốn thức ăn 2,3 - 2,5 kg/kg tăng trọng. Sản lượng trứng 10 tháng đẻ 180 quả/mái. Gà Kabir thương phẩm lông màu vàng sậm, ngực nở và sâu (thịt nhiều), chân vàng và cao, da vàng. Khối lượng gà lúc chín tuần tuổi đạt 2,17- 2,2 kg/con, số lượng trứng 188 - 190 quả/mái với thời gian khai thác 70 tuần tuổi. Trung bình mỗi con tiêu thụ hết 2,47- 2,51 kg/kg tăng trọng.
Khối lượng gà mới nở 41 g/con, lúc 8 tuần tuổi đạt 920 g/con, lúc 25 tuần tuổi gà trống nặng 2,8 kg, gà mái nặng 2,2 kg/con. Năng suất trứng của đàn bố mẹ 170 quả /mái/70 tuần tuổi. Khối lượng trứng 59 g/quả, tỷ lệ nuôi sống 97%. Khối lượng cơ thể lúc sơ sinh 39g/ con, lúc 8 tuần tuổi đạt 1520g/ con. Khi 20 tuần tuổi đạt 2 - 2,1 kg / con, lúc 9 tháng tuổi trung bình 2100g/ con. Sản lượng trứng của gà bố mẹ 140 quả / 9 tháng đẻ/ mái Có khi sản lượng trứng 70 tuần tuổi đạt trên dưới 00 trứng, khối lượng trứng 57 - 58 g/ quả. Gà có tỷ lệ nuôi sống cao 96,6%.
Khối lượng trứng 59 g/quả, tỷ lệ nuôi sống 97%. Khối lượng cơ thể lúc sơ sinh 39g/ con, lúc 8 tuần tuổi đạt 1520g/ con. Khi 20 tuần tuổi đạt 2 - 2,1 kg / con (Theo Hội chăn nuôi Việt Nam, 2002), lúc 9 tháng tuổi trung bình 2100g/ con. Sản lượng trứng của gà bố mẹ 140 quả / 9 tháng đẻ/ mái. Có khi sản lượng trứng 70 tuần tuổi đạt trên dưới 00 trứng, khối lượng trứng 57 - 58 g/ quả. Gà có tỷ lệ nuôi sống cao 96,6%
Gà Kabia có tỷ lệ nuôi sống cao, ít bệnh tật, qua giai đoạn gà úm khoảng 4 tuần, có thể chuyển ra nuôi ngoài vườn. Gà không đòi hỏi thức ăn có nồng độ dinh dưỡng cao. Đây là giống gà tính kiêm dụng, khả năng sản xuất trứng tương đối khá, gà cho thịt nhiều hơn gà Ri, nặng khoảng 2 kg ở 10 tuần tuổi. Gà Kabir có thịt chắc ngon, sức sống tốt, phù hợp với điều kiện khí hậu Việt Nam, khối lượng cơ thể và trứng tương đối lớn. Đây là giống gà kiêm dụng trứng và thịt nhưng gà Kabir có khả năng chống chịu bệnh tật và thay đổi ngoại cảnh không được tốt lắm.

### Sinh trưởng
Giai đoạn 1 từ 1 đến 28 ngày tuổi (4 tuần tuổi): Đây là giai đoạn chủ hộ nuôi theo phương pháp công nghiệp, chuồng có đệm lót, sưởi ấm bằng nhiệt. Gà có tốc độ tăng trưởng nhanh. Khối lượng gà lúc 1 ngày tuổi 38,51 gam/con, sau 28 ngày đạt 365,2 gam/con. Giai đoạn 2 từ 28 đến 81 ngày tuổi: Bình quân toàn đàn xuất chuồng khi đạt 73,6 ngày, khối lượng xuất bình quân 2,35 - 2,48 kg. Tỷ lệ nuôi sống đạt 93%. Mức tăng trọng tăng bình quân toàn đàn 28,69 g/ngày/con. Tỷ lệ gà sống bình quân đến khi xuất chuồng (81 ngày tuổi) của toàn đàn đạt 93%. Khối lượng trung bình của gà trống 2,23 kg/con, gà mái 2,02 kg/con. Như vậy, gà trống nặng hơn gà mái 0,21 kg/con và bằng 10,4% khối lượng.
Tỷ lệ gà sống trong giai đoạn chuyển từ gà hậu bị đến khi đẻ bói quả trứng đầu tiên 88,7%. Gà trống nặng 3.239,8 gam, gà mái 2.592,4 gam. Tiêu tốn thức ăn 9,37 kg/gà trống và 8,27 kg/gà mái. Gà mái bắt đầu đẻ trứng khi đạt 178,3 ngày tuổi. Đến 217 ngày có 62,1% gà đẻ trứng. Tỷ lệ nở cao nhất đạt 98%, khối lượng gà con lớn nhất đạt 38 g/con.Hiệu quả kinh tế nuôi gà sinh sản bố mẹ.

## Các dòng
Gà Kabia có nhiều dòng khác nhau. Hiện nay công ty Kabir có 31 dòng gà chuyên thịt lông trắng và lông màu trong đó có 13 dòng nổi tiếng đang khai thác để bán giống gà ông bà. Gà giống thuần có lông màu nâu pha đốm trắng. Nuôi 60 - 70 ngày tuổi gà có trọng lượng khoảng 2,1 kg. Mỗi năm con mái có thể cho 140 quả trứng. Các dòng khác nhau có ngoại hình và màu lông khác nhau: Gà có màu lông nâu vàng hoặc đỏ vàng, da, chân vàng, thân hình chắc, to hơn giống gà hướng trứng. 

### Dòng K
Dòng K là các dòng trống: K100, K100N, K400, K666, K666N, K3868, K66 và các dòng mái: K800, K900, K2700, K7200 vàK7700. Ngoài ra công ty Kabir cũng đang khai thác 4 dòng gà chuyêntrứng là K14, K25, K123 (lông trắng) và K156 (lông nâu). Từ những năm 1950 Người ta tạo ra dòng K400 từ dòng Cooc – nis màu đỏ, mỗi mái đẻ khoảng 140 – 145 trứng.
Đến năm 1970, tạo ra dòng K900 từ giống gà Rock màu trắng, cho sản lượng trứng khá hơn, khoảng 165 – 175 quả/mái. Cũng năm đó, tạo ra dòng K2700, có chấm đen ở lông cổ, có gen mọc lông nhanh và cho sản lượng trứng tương tự như K900. Đến năm 1989, dòng K100 được tạo ra từ giống gà Tam Hoàng, có gen mọc lông chậm, lông màu vàng có chấm đen, sức sống tốt nhưng sản lượng trứng thấp hơn dòng K400.Những dòng kể trên đều là các dòng mái.

### CT–3
Dòng gà Kabia CT–3: Gà dòng bố có lông đỏ, mọc lông nhanh. Gà dòng mẹ mọc lông màu nâu đỏ, mọc lông chậm. Tỉ lệ nuôi sống của dòng này là Giai đoạn 1 – 42 ngày tuổi 97,1 – 98,6%. Giai đoạn 43 – 140 ngày tuổi 98,2 – 98,9%. Giai đoạn gà đẻ (21-6 tuần) 98,5 -99,1 %. Gà Kabia CT – 3 có năng suất cao. Tỉ lệ đẻ ở mức 70 – 80% liên tục trong 4 tháng.
Tính đến 60 tuần tuổi, tức là 35 tuần, đẻ tỉ lệ bình quân đạt 64% Sản lượng trứng của một con mái đến 60 tuần tuổi đạt 157 quả (chỉ tiêu của hãng là 165 quả). - Tỉ lệ trứng có phôi là 96 – 98%. Tỉ lệ nở là 89,6%. Gà con nở ra có chân vàng, màu đặc trưng của gà CT – 3 và hoàn toàn không có lông màu trắng hoặc sọc đen ở lưng.

### Label Rouge
Gà thương phẩm Kabir "Label Rougel" thích hợp với các phương thứ cnuôi công nghiệp, nuôi trang trại bán chăn thả và nuôi chăn thả ở vườn, ở đồng, trên đồi. Nuôi chăn thả khối lượng cơ thể thấp hơn khoảng 15% so với nuôi nhốt song thịt chắc và thơm ngon hơn, giá thành thấp hơn do giảm chi phí thức ăn công nghiệp. Thịt gà Kabir rất hấp dẫn do da vàng, mịn, thịt chắc, thơm ngon, có hương vị gần như gà Ri.

## Chăn nuôi

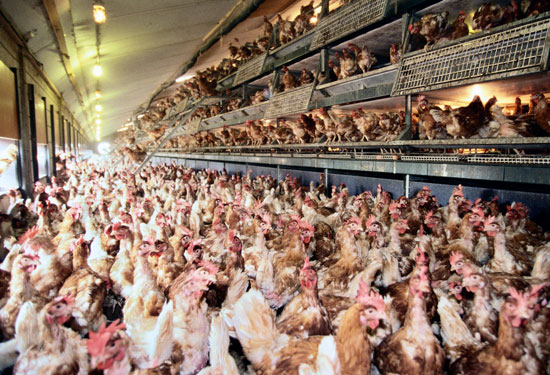
Chăn nuôi gà đại trà ở Israel

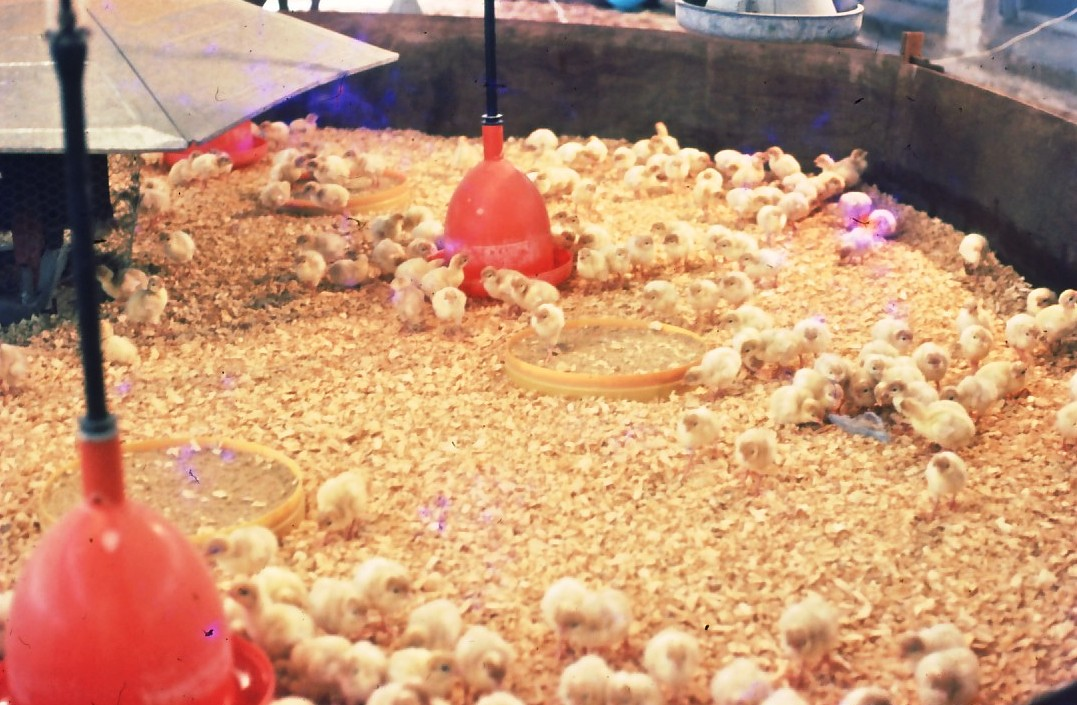
Úm gà

Thường người ta nuôi gà Kabia để lấy thịt. Gà thương phẩm nuôi thả vườn dài ngày có chất lượng thịt chắc hơn và ít mỡ. Bình thường có thể nuôi đến 80 – 100 ngày mới bán. Gà có thể bán được giá cao hơn nếu đảm bảo được nuôi theo yêu cầu chất lượng gà thịt sạch của châu Âu không có bệnh, được nuôi bằng thức ăn tinh bột và không có protein động vật, thức ăn bổ sung hoá học, kháng sinh và thuốc trừ sâu.
Kỹ thuật nuôi gà Kabir lấy thịt bao gồm các kỹ thuật cơ bản gồm Chuồng trại yêu cầu về giữ ấm, chế độ chiếu sáng, chất độn chuồng. Giai đoạn nuôi úm tỷ lệ gà sống cao, tốc độ tăng trưởng khá. Chuồng trại hợp vệ sinh. Gà Kabir tốt nhất được nuôi nhốt trong chuồng từ 1 đến 30 ngày tuổi với nhiệt độ, độ ẩm thích hợp và đầy đủ thức ăn. Sau đó, đưa ra thả ngoài vườn thì tỷ lệ gà sống cao, gà thích ứng với ngoại cảnh hơn, lượng thức ăn sử dụng giảm dần không ảnh hưởng tới sức khỏe và khả năng chống chịu của gà.
Gà con rất cần ấm bởi vì cơ thể phát triển chưa hoàn chỉnh, không tự điều chỉnh được thân nhiệt trong 2 tuần đầu. Do vậy việc giữ ấm theo nhu cầu cơ thể gà trong các tuần tuổi đầu mới xuống chuồng rất cần thiết. Nếu không đảm bảo đủ nhiệt độ, tỷ lệ nuôi sống và khả năng sinh trưởng sẽ bị ảnh hưởng, các bệnh đường hô hấp, tiêu hóa dễ phát sinh. Nước cung cấp cho gà uống phải sạch không mang mầm bệnh. Gà con mới xuống chuồng không nên cho uống nước lạnh, tốt nhất là hơi ấm, khoảng 18-21oC trong hai ngày đầu

## Tại Việt Nam
Ở Việt Nam, lần đầu tiên từ tháng 7 năm 1997, ba đàn gà bố mẹ được nhập về từ Israel với 5000 mái dòng mẹ, 600 trống dòng bố,được nuôi ở một cơ sở giống ở phía Bắc (Xí nghiệp gà giống Châu Thành) và một cơ sở giống ở phía Nam (Công ty giống gia cầm miền Nam) với các mục đích sử dụng khác nhau. Năm 1998, xí nghiệp gà giống Châu thành đã nhập 2 đàn bố mẹ Kabir "Label Rauge" để đáp ứng nhu cầu cấp giống gà thả vườn Kabir để chủ động sản xuất giống bố mẹ trong nước hy vọng với giá thành thấp hơn 50 -60% so với nhập từ Israel hoặc từ Bỉ.
Tháng 12/1998, xí nghiệp gà Châu Thành nhập bổ sung gà Kabia từ hãng Kabir chicks – Israel. Gà thương phẩm có lông màu nên phù hợp hơn với thị trường trong nước. Công thức tạo con thương phẩm theo tên mới. Gà Kabir (trống GGK x mái K227) là giống gà thả vườn mới được nhập vào Việt Nam, nhưng lại được bà con chăn nuôi khá ưa chuộng vì chúng có trọng lượng lớn, giá trị kinh tế cao
Gà Kabir hơn các gà lông màu khác nhập vào Việt Nam như: gà Lương Phượng, gà Tam Hoàng, gà Sasso về các chỉ tiêu sinh sản, Sức đẻ cao, đạt 85% vào tuần tuổi 31 - 32 và duy trì tỷ lệ đẻ cao (>80%) từ 31 - 41tuần tuổi, tỷ lệ trứng giống 96 - 97%, trứng có phôi 96 - 97%, tỷ lệ nở loại 185 - 92%. Trứng gà Kabir to, hình dạng đẹp, màu nâu nhạt Gà Kabir thương phẩm có khả năng tăng trọng và hiệu quả sử dụngthức ăn tốt hơn các gà lông màu khác đang nuôi ở Việt Nam.
Gà Kabir có thịt chắc ngon, sức sống tốt, phù hợp với điều kiện khí hậu Việt Nam, khối lượng cơ thể và trứng tương đối lớn. Đây là giống gà kiêm dụng trứng và thịt. Nhưng gà Kabir có khả năng chống chịu bệnh tật và thay đổi ngoại cảnh không được tốt lắm. Nuôi thử nghiệm thăm dò khả năng thích nghi của giống gà Kabir hướng thịt và hướng trứng tại các hộ gia đình tỉnh Hải Dương. Hoàn thiện quy trình kỹ thuật nuôi gà Kabir trong hộ gia đình, đưa ra sản xuất đại trà. 